# Jusuf al-Karadawi
Jusuf al-Karadawi (يوسف القرضاوي), (ur. 9 września 1926 w Saft Turab, zm. 26 września 2022 w Dosze) – egipski teolog, ulem islamski, zamieszkały w Katarze. Autor wielu książek religijnych. W telewizji Al-Dżazira prowadził program „Szariat i Życie” o oglądalności około 40 mln widzów. 21 lutego 2011 wydał fatwę, nakazującą zabicie Mu’ammara al-Kaddafiego.